# E-Go (Flugzeug)
Die e-Go ist ein einsitziges Ultraleichtflugzeug der 115-kg-Klasse.

## Geschichte
Im Frühjahr 2007 wurde eine neue deregulierte Klasse SSDR (Single Seat Deregulated UK) von Flugzeugen in Großbritannien eingeführt. Im Rahmen dieser Einführung wurde von der UK Light Aircraft Association ein Konstruktionswettbewerb ausgelobt, um die Entwicklung neuer Flugzeugmodelle für diese Klasse zu fördern. Giotto Castelli und Tony Bishop aus Cambridge gewannen den Wettbewerb mit ihrem Entwurf e-Go (ehemals e-plane). Der Erstflug fand am 24. Oktober 2013 statt, die erste öffentliche Präsentation eines Prototyps am 30. Oktober des gleichen Jahres.
Die e-Go ist ein Canard-Flugzeug. Durch die Canard-Bauform sollen sehr sichere Flugeigenschaften auch bei geringen Geschwindigkeiten erreicht werden. Zudem soll die Auslegung der e-Go aerodynamisch effizient und treibstoffsparend sein. Die e-Go wird von „e-Go aeroplanes Ltd“ in Cambridgeshire produziert. Die Firma wird von Tony Bishop geleitet. Für die Flugzeugkonstruktion ist Giotto Castelli verantwortlich.
Für die Entwicklung des e-Go wurden bis Februar 2014 660.000 britische Pfund von Investoren aufgebracht. Der geplante Verkaufspreis liegt bei 50.000 britischen Pfund. Das Projekt ist inzwischen eingestellt.

## Konstruktion

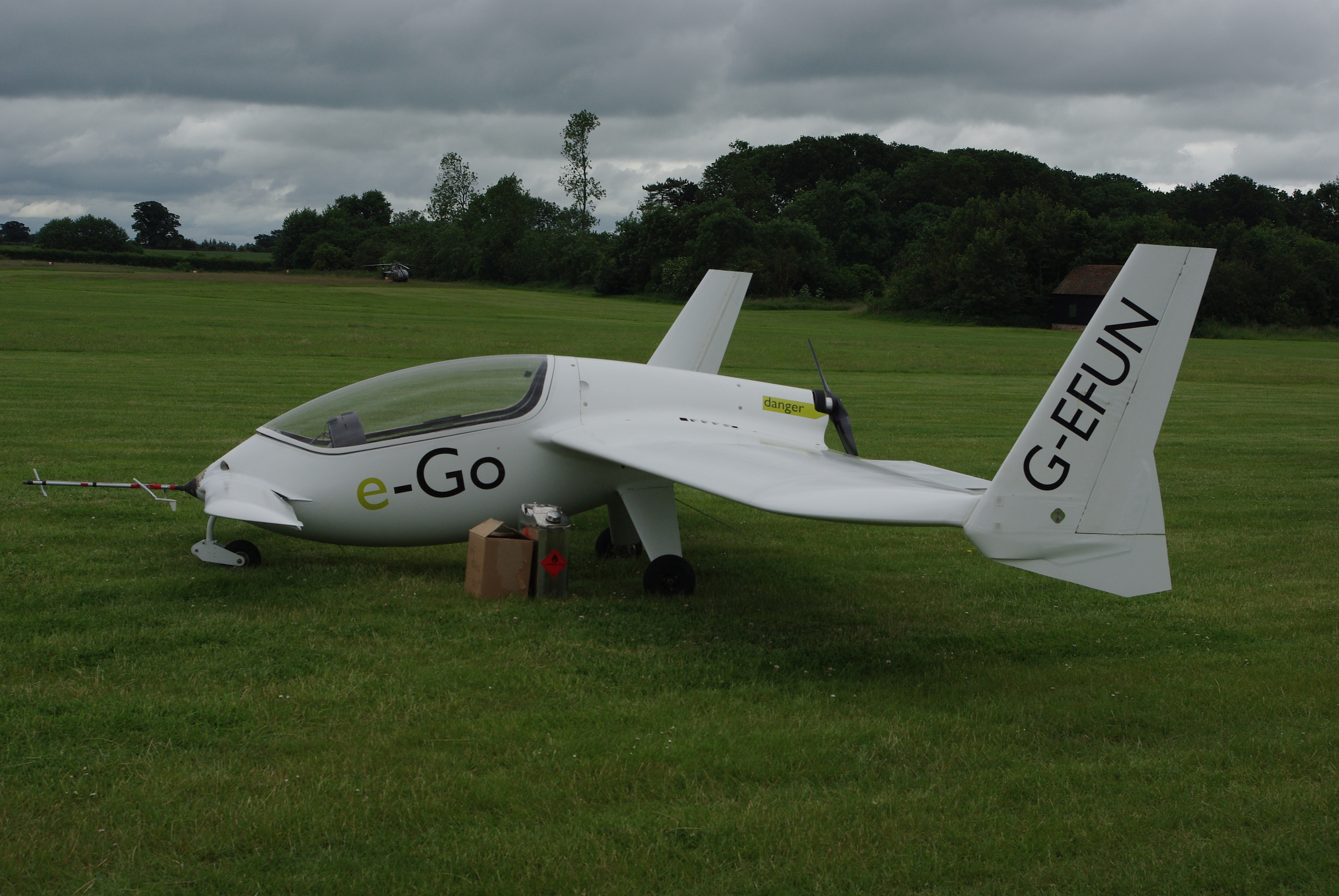
e-Go am Startplatz

Die britischen Vorschriften der SSDR-Klasse schreiben eine Leermasse von weniger als 115 kg bei einer Tragflächenbelastung unter 10 kg/m² und bei einer Mindestgeschwindigkeit geringer als 65 km/h vor. Das Flugzeug muss zudem einsitzig sein.
Die e-Go wird angetrieben von einem Wankelmotor Rotron 300 mit 25,7 kW. Mit diesem Motor wird eine Reisegeschwindigkeit von über 185 km/h, eine Steigleistung von über 305 m/min und eine Reichweite von mehr als 830 km angestrebt. Die e-Go sollte auch von kleinen Flugplätzen mit weniger als 300 m Startbahnstrecke eingesetzt werden können.
Der Pilot ist halbliegend im Cockpit untergebracht. Als Steuerorgan wird ein Stick verwendet. Die Seitenruder an den Tragflächenenden können soweit ausschlagen, dass sie als Luftbremse wirken.
Die e-Go kann nicht wie ein herkömmliches Flugzeug in einen Stall (Strömungsabriss) geraten, da beim Unterschreiten der Mindestgeschwindigkeit zunächst die Strömung am Leitwerk abreißt und somit das Flugzeug die Nase senkt und die Geschwindigkeit wieder steigt. In dieser Situation nickt die e-Go, bis der Stick vorwärts gedrückt wird.
Die Struktur der e-Go setzt sich aus wenigen Teilen zusammen. Somit konnte das Gewicht des Flugzeugrumpfes auf ein Minimum reduziert werden.
Die e-Go wird überwiegend aus kohlenstofffaserverstärktem Kunststoff hergestellt, um ein möglichst geringes Gewicht bei der geforderten Steifigkeit zu erreichen. Für die Teile des Rumpfes werden Prepregs verwendet. Die Konstruktion wurde durch 3D-Modellierung, Festkörpersimulation (NASTRAN) und im X-Plane-Simulator validiert.

## Technische Daten

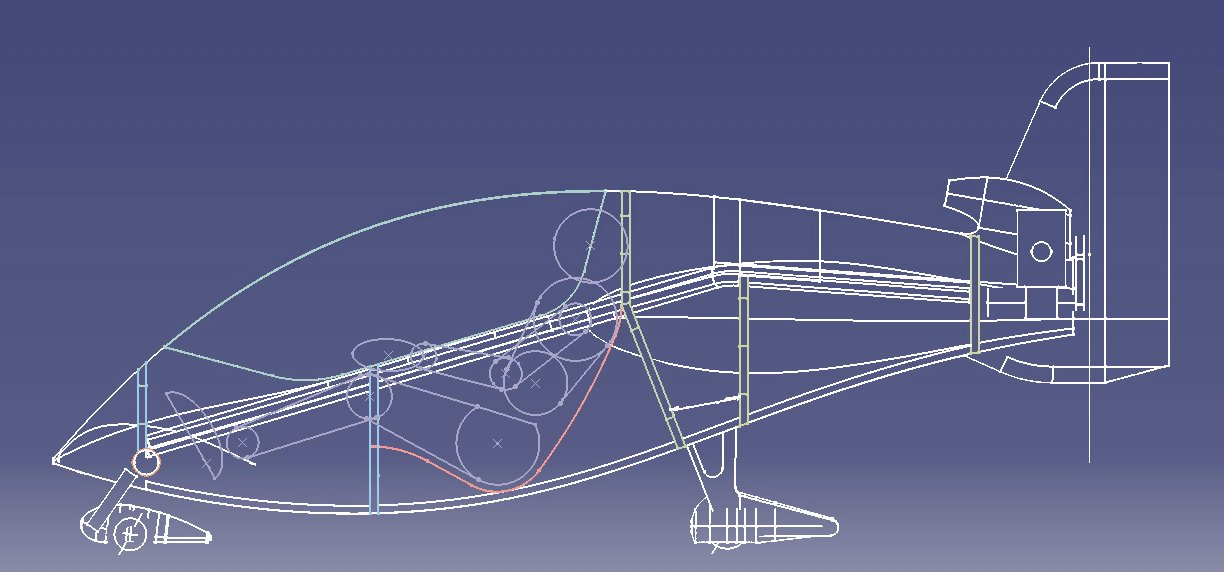
Schnittdarstellung des Rumpfes

| Kenngröße             | Daten                             |
| --------------------- | --------------------------------- |
| Besatzung             | 1                                 |
| Länge                 | 3,3 m                             |
| Spannweite            | 8,0 m                             |
| Spannweite Canard     | 3,6 m                             |
| Höhe                  | 1,6 m                             |
| Breite Cockpit        | 0,65 m                            |
| Flügelfläche          | 11,5 m²                           |
| Flügelstreckung       | 5,6                               |
| Leermasse             | 110 kg                            |
| Tankinhalt            | 20 l                              |
| Startmasse            |                                   |
| Höchstgeschwindigkeit | 185 km/h (level flight)           |
| Reichweite            | 565 km (bei Reisegeschwindigkeit) |
| Startstrecke          | 100 m                             |
| Triebwerk             | ein Rotron 300, 26 kW             |